# Veľká

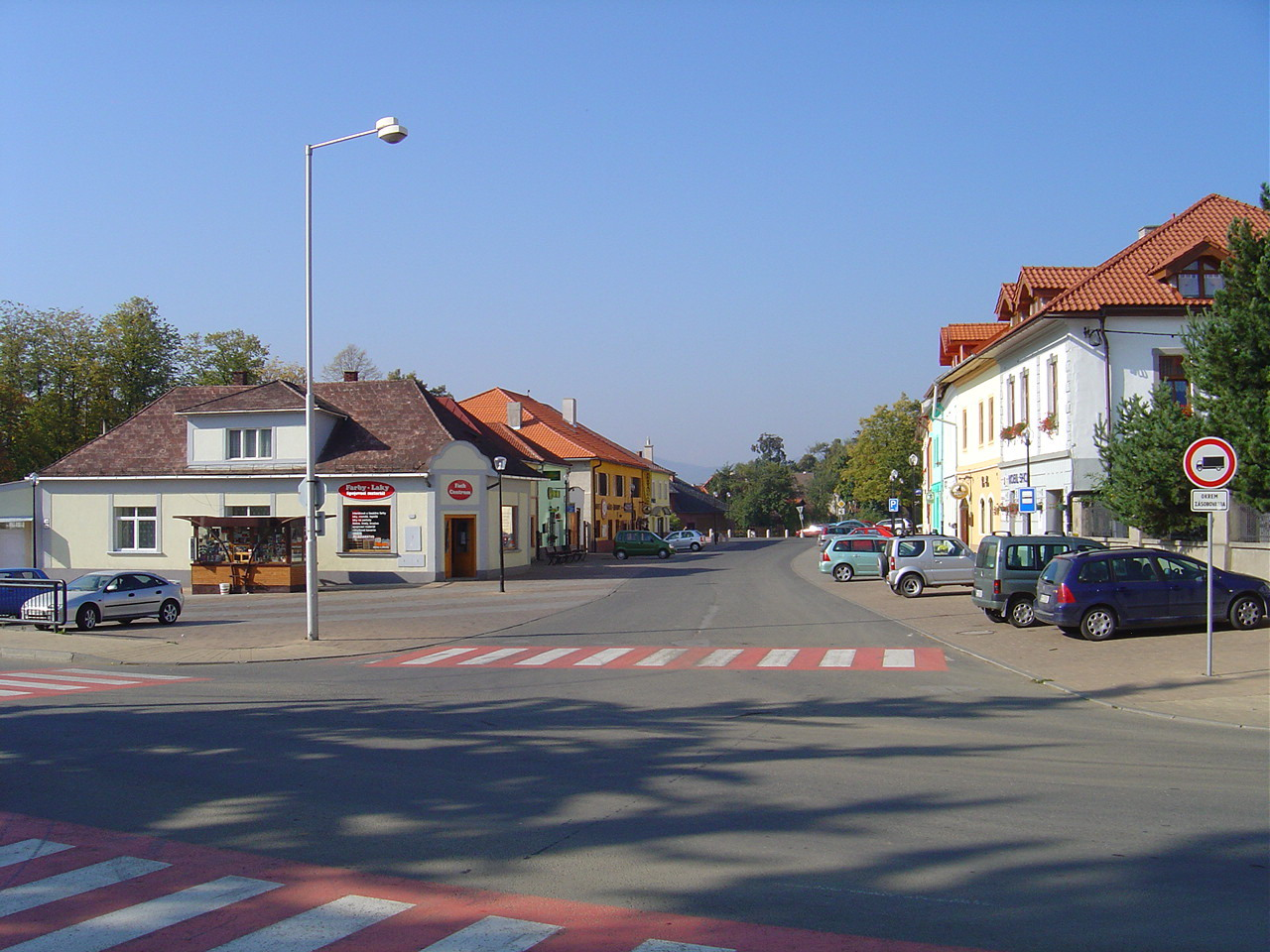
Platz im Ort

Veľká (wörtlich „die Große“; deutsch Felka oder Fölk, ungarisch Felka) ist seit 1946 ein Stadtteil von Poprad, Nordslowakei. Veľká liegt 2,5 km nordwestlich des Stadtzentrums von Poprad am Velický potok (deutsch Felker Wasser) und hat etwa 4.600 Einwohner (Stand 2009).
Der Ort wurde zum ersten Mal im Jahr 1268 erwähnt. Da das Gemeindegebiet aus den heutigen Stadtteilen Poprads das größte war, bekam der Ort seinen Namen. Er hatte einen landwirtschaftlichen Charakter und ist erstmals als Stadt im 15. Jahrhundert erwähnt. Wie andere heutige Stadtteile war der Ort 1412–1772 in der polnischen Verpfändung. Im Jahr 1876 wurde der Vorgänger des heutigen Podtatranské múzeum (Unter-Tatra-Museum) gegründet. Im Jahr 1934 wurde der Bau einer Viskosefabrik begonnen, die diente als Basis für die 1946 ausgegliederte Stadt Svit.
Auf dem Gemeindegebiet befindet sich der 1938 eröffnete Flughafen Poprad-Tatry, der höchstgelegene Flughafen Mitteleuropas.
In Veľká befinden sich zwei Kirchen: römisch-katholische aus dem 13. Jahrhundert und evangelische aus dem Jahr 1817.

## Persönlichkeiten
- Josef Koncz (* 1916 in Veľká; † 1988 in Göttingen), deutscher Herzchirurg und Hochschullehrer